# Strenger Test
Ein strenger Test ist ein spezieller statistischer Test in der Testtheorie, einem Teilgebiet der mathematischen Statistik. Ihre Bedeutung erhalten strenge Tests ebenso wie Maximin-Tests dadurch, dass sie im Gegensatz zu gleichmäßig besten Tests bereits unter schwachen Voraussetzungen existieren.

## Definition
Gegeben sei ein (nicht notwendigerweise parametrisches) statistisches Modell {\displaystyle ({\mathcal {X}},{\mathcal {A}},(P_{\vartheta })_{\theta \in \Theta })} sowie eine disjunkte Zerlegung der Indexmenge {\displaystyle \Theta } in Nullhypothese {\displaystyle \Theta _{0}} und Alternative {\displaystyle \Theta _{1}}.
Sei {\displaystyle {\mathcal {T}}_{\alpha }} die Menge aller statistischen Tests zum Niveau {\displaystyle \alpha }. Sei {\displaystyle G_{\varphi }} die Gütefunktion des Tests {\displaystyle \varphi } und
{\displaystyle \beta _{{\mathcal {T}}_{\alpha }}^{+}(\vartheta ):=\sup _{\varphi \in {\mathcal {T}}_{\alpha }}G_{\varphi }(\vartheta )}
die einhüllende Gütefunktion (englisch envelope power function) von {\displaystyle {\mathcal {T}}_{\alpha }}.
Ein {\displaystyle \psi \in {\mathcal {T}}_{\alpha }} heißt ein strenger Test zum Niveau {\displaystyle \alpha }, wenn
{\displaystyle \sup _{\vartheta \in \Theta _{1}}\left(\beta _{{\mathcal {T}}_{\alpha }}^{+}(\vartheta )-G_{\psi }(\vartheta )\right)=\inf _{\varphi \in {\mathcal {T}}_{\alpha }}\sup _{\vartheta \in \Theta _{1}}\left(\beta _{{\mathcal {T}}_{\alpha }}^{+}(\vartheta )-G_{\varphi }(\vartheta )\right)}

## Erläuterung
Die einhüllende Gütefunktion liefert zu jedem Parameter {\displaystyle \vartheta \in \Theta _{1}} die maximale Trennschärfe der Tests in {\displaystyle {\mathcal {T}}_{\alpha }}, wenn {\displaystyle \vartheta } vorliegt. Somit ist der Ausdruck
{\displaystyle \beta _{{\mathcal {T}}_{\alpha }}^{+}(\vartheta )-G_{\psi }(\vartheta )}
das Defizit der Trennschärfe von {\displaystyle \Psi } im Bezug auf die maximal mögliche Trennschärfe an der Stelle {\displaystyle \vartheta }. Folglich ist
{\displaystyle \sup _{\vartheta \in \Theta _{1}}\left(\beta _{{\mathcal {T}}_{\alpha }}^{+}(\vartheta )-G_{\psi }(\vartheta )\right)}
das maximale Defizit der Trennschärfe des Tests {\displaystyle \psi }.
Somit ist eine strenger Test ein Test, bei dem die maximale Abweichung von der maximal möglichen Trennschärfe (und somit der einhüllenden Gütefunktion) kleiner ist als bei jedem anderen Test zu einem vorgegebenen Niveau.

## Existenz
Die Existenz von strengen Tests lässt sich unter recht schwachen Voraussetzungen zeigen. Zentrales Hilfsmittel hierzu ist die schwache Konvergenz und die Schwach-*-Konvergenz in {\displaystyle L^{1}} und {\displaystyle L^{\infty }}.
Zentrale Aussage ist, dass wenn ein σ-endliches Maß {\displaystyle \mu } existiert, so dass {\displaystyle (P_{\vartheta })_{\vartheta \in \Theta _{0}}} oder {\displaystyle (P_{\vartheta })_{\vartheta \in \Theta _{1}}} von diesem Maß dominiert werden, ein strenger Test zum Niveau {\displaystyle \alpha } existiert.